# قلعه بروکایند

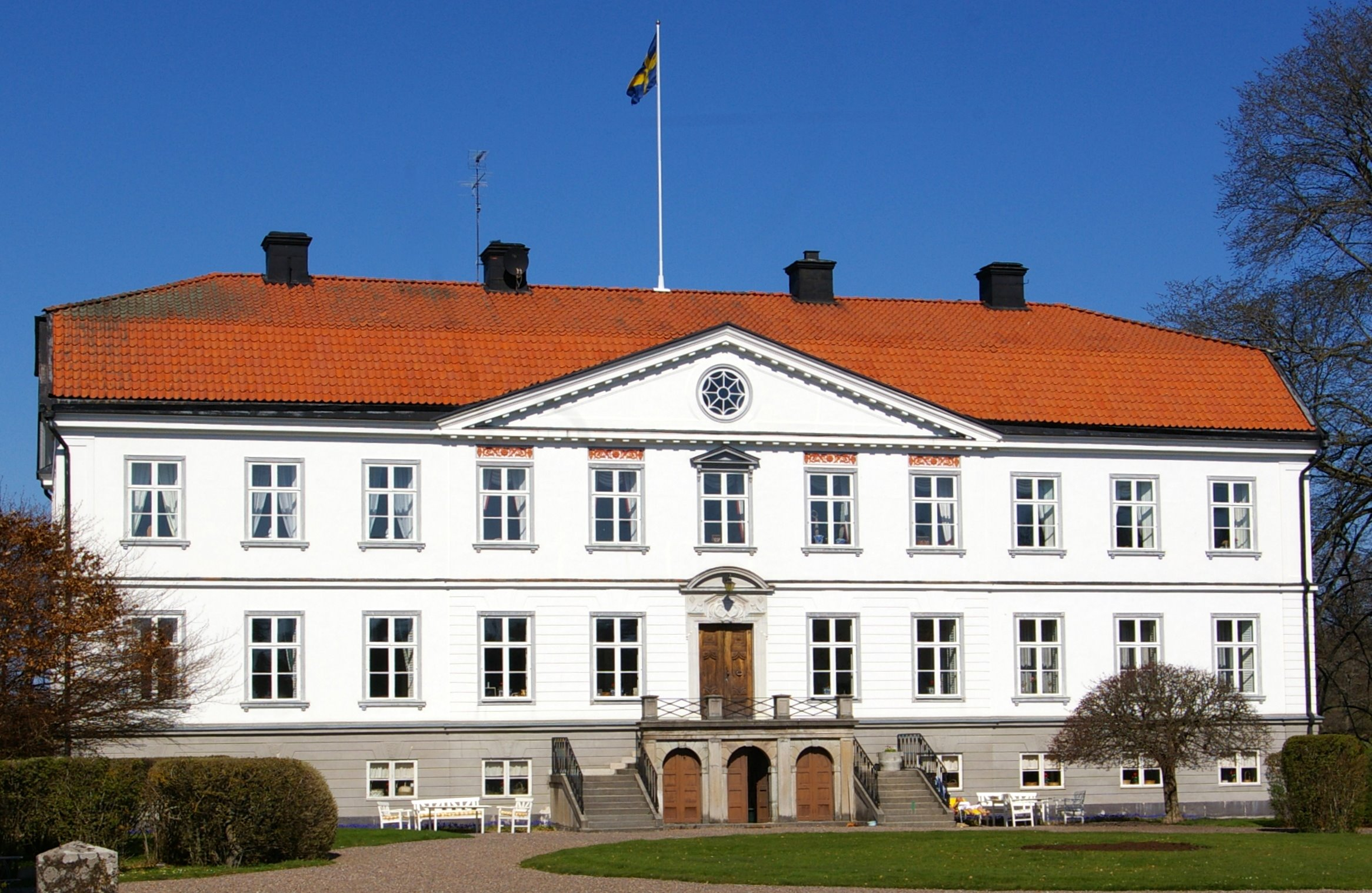
نمای مقابل قلعه

قلعه بروکایند (به سوئدی: Brokinds slott) قلعه‌ای در لینشوپینگ اوسترگوتلاند سوئد است.